# Quận Ward, Texas
Quận Ward (tiếng Anh: Ward County) là một quận trong tiểu bang Texas, Hoa Kỳ. Quận lỵ đóng ở thành phố Monahans, quận được đặt tên theo Thomas W. Ward, một người lính trong Cách mạng Texas. Theo kết quả điều tra dân số năm  2000 của Cục điều tra dân số Hoa Kỳ, quận có dân số 10.909 người.

## Thông tin nhân khẩu
Theo điều tra dân số 1 năm 2000, đã có 10.909 người, 3.964 hộ, và 2.929 gia đình sống trong quận. Mật độ dân số là 13 người cho mỗi dặm vuông (5/km ²). Có 4.832 đơn vị nhà ở với mật độ trung bình là 6 mỗi dặm vuông (2/km ²). Cơ cấu chủng tộc của quận gồm 79,79% người da trắng, 4,61% da đen hay Mỹ gốc Phi, 0,66% người Mỹ bản xứ, 0,28% người châu Á, 0,03% người đảo Thái Bình Dương, 12,52% từ các chủng tộc khác, và 2,11% từ hai hoặc nhiều chủng tộc. 41,98% dân số là người Hispanic hay Latino thuộc chủng tộc nào.
Có 3.964 hộ, trong đó 36,60% có trẻ em dưới 18 tuổi sống chung với họ, 58,80% là các cặp vợ chồng sống với nhau, 11,60% có chủ hộ là nữ không có mặt chồng, và 26,10% là không lập gia đình. 23,60% của tất cả các hộ gia đình đã được tạo thành từ các cá nhân và 12,30% có người sống một mình 65 tuổi trở lên đã được người. Bình quân mỗi hộ là 2,66 và cỡ gia đình trung bình là 3,15.
Trong quận, cơ cấu tuổi dân cư với 30,60% ở độ tuổi dưới 18, 7,80% 18-24, 25,10% 25-44, 22,20% 45-64, và 14,30% người 65 tuổi trở lên. Tuổi trung bình là 36 năm. Cứ mỗi 100 nữ có 99,80 nam giới. Cứ mỗi 100 nữ 18 tuổi trở lên, đã có 92,30 nam giới.
Thu nhập trung bình cho một hộ gia đình trong quận đã được $ 29.386, và thu nhập trung bình cho một gia đình là $ 36,014. Nam giới có thu nhập trung bình $ 31.373 so với 18.198 $ cho phái nữ. Thu nhập trên đầu cho các quận được $ 14,393. Giới 15,80% gia đình và 17,90% dân số sống dưới mức nghèo khổ, trong đó có 20,30% những người dưới 18 tuổi và 20,10% có độ tuổi từ 65 trở lên.